# Reuterina
Reuterina (3-hidroxipropionaldeído) é o composto orgânico com a fórmula HOCH2CH2CHO. É uma molécula bifuncional, contendo ambos os grupos funcionais hidroxi e aldeído.
O nome reuterina é derivado do Lactobacillus reuteri, que produz o composto biossinteticamente a partir do glicerol como um antibiótico de amplo espectro. O próprio L. reuteri recebeu esse nome em homenagem ao microbiologista Gerhard Reuter, que fez um trabalho inicial para distingui-lo como uma espécie distinta.

## Atividade biológica
A Reuterina é um potente composto antimicrobiano produzido pelo Lactobacillus reuteri. É um intermediário no metabolismo do glicerol a 1,3-propanodiol catalisado pela desidrase diol dependente da coenzima B12.
A Reuterina inibe o crescimento de algumas bactérias nocivas Gram-negativas e Gram-positivas, juntamente com leveduras, fungos e protozoários. L. reuteri pode secretar quantidades suficientes de reuterina para inibir o crescimento de organismos intestinais nocivos, sem matar as bactérias benéficas do intestino, permitindo que L. reuteri remova os invasores do intestino, mantendo intacta a flora intestinal normal.
A reuterina é solúvel em água, eficaz em uma ampla faixa de pH, resistente a enzimas proteolíticas e lipolíticas e tem sido estudada como conservante alimentar ou como agente terapêutico auxiliar.
A reuterina como um composto extraído mostrou ser capaz de matar Escherichia coli O157: H7 e Listeria monocytogenes, com a adição de ácido lático aumentando sua eficácia.  Também foi demonstrado que a bactéria Escherichia coli O157: H7 é dizimada quando a reuterina é produzida produzida pelo L. reuteri.